# 柳行街道
柳行街道，是中华人民共和国山東省济宁市任城区下辖的一个乡镇级行政单位。

## 行政区划
柳行街道下辖以下地区：
菱花社区、凌云社区、柳行村、杨桥村、南营村、塔口铺村、东杨庄村、王桥村、孙桥村、卢营村、潘庄村、小店村、小屯村、曹庄村、东黄庄村、东田庄村、蔡营村、张庄村、杨庄村、柳行新村、卞厂村、许厂村、郭厂村、王厂村、陈厂村和皇桥村。